# 宇野駅
宇野駅（うのえき）は、岡山県玉野市築港一丁目にある西日本旅客鉄道（JR西日本）宇野線（宇野みなと線）の駅で、同線の終着駅である。駅番号はJR-L15。

## 概要
かつては、岡山から快速電車で30分ほどの終着駅で、瀬戸内海に面していた。四国へ向かう客が、列車ホームからそのままJRの連絡船やホーバークラフトに乗り換え、対岸の高松へ渡った。また、東京・大阪方面からの優等列車や貨物列車が入線して賑わい、構内には側線や機回し線、引込み線などが幾本もある広大な駅だった。
しかし1988年（昭和63年）に瀬戸大橋が開通し、岡山からの列車が直接四国へ乗り入れるようになった。宇野はルートから外れ、JRが船を廃止したため、規模縮小と内陸移転で1994年（平成6年）に今の駅となった。発着するのは岡山から1時間ほどかかる普通列車のみとなった。
2000年代に入って、近隣の直島がアートの島として脚光を浴び、2010年から瀬戸内国際芸術祭も始まったことで、海外ツーリストが急増。観光列車「La Malle de Bois」（ラ・マル・ド・ボァ）の運行が設定される日もある。今では駅周辺にも多くの芸術作品が屋外展示され、瀬戸内アートへの「最寄駅」として機能している。

## 歴史

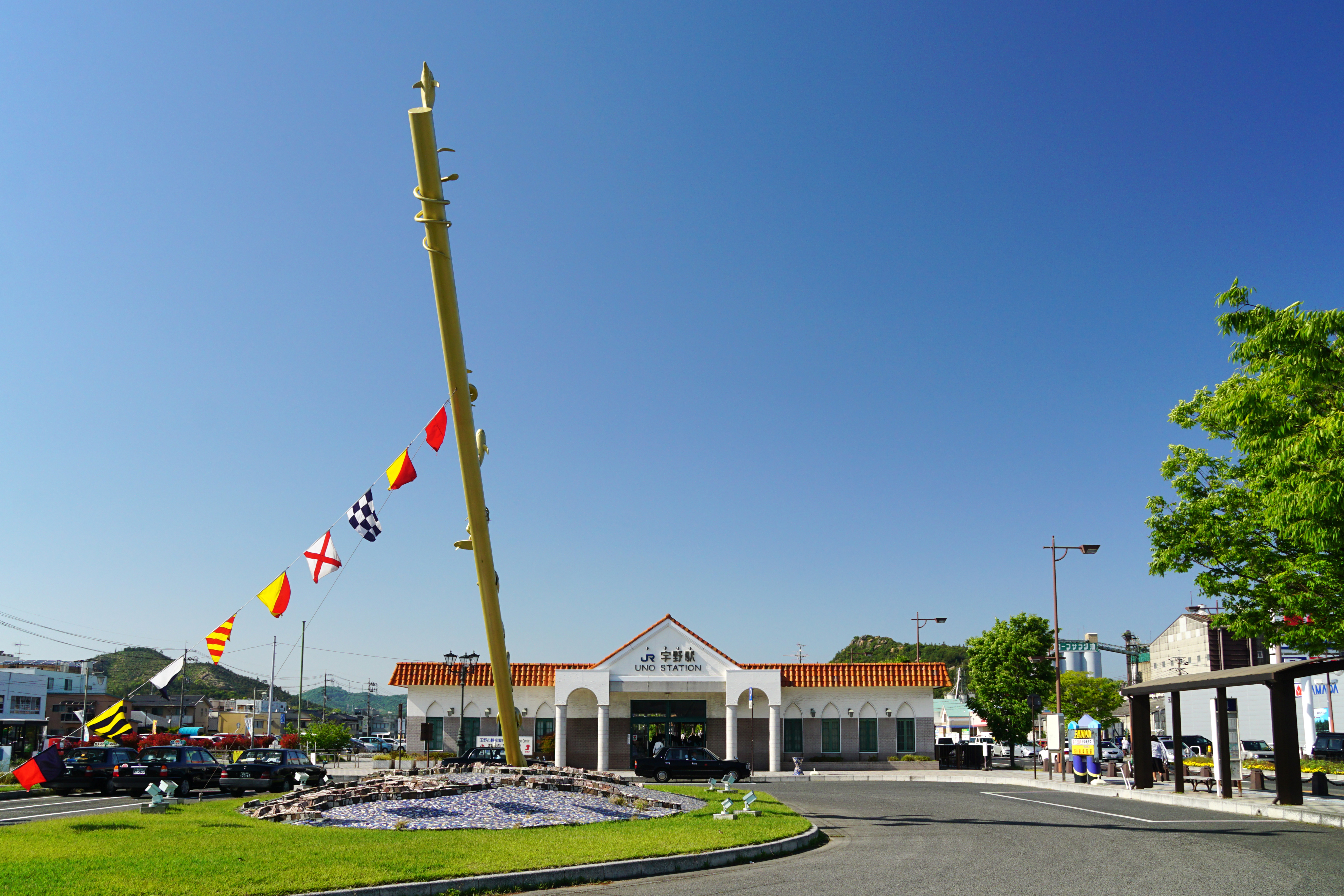
アート化される前の駅舎（2015年5月）

- 1910年（明治43年）6月12日：国有鉄道宇野線開業と同時に設置（一般駅）[2]。宇高航路が開設され、連絡船が就航[2]。
- 1949年（昭和24年）6月1日：日本国有鉄道法の施行に伴い、宇野線・宇高航路を公共企業体日本国有鉄道（国鉄）が継承。
- 1947年（昭和22年）：岡山県内に昭和天皇の戦後巡幸。宇野駅発、妹尾駅着のお召し列車が運行[3]。
- 1953年（昭和28年）4月5日：備南電気鉄道（のちの玉野市営電気鉄道）により、宇野駅 - 玉駅間が開業[4]。
- 1956年（昭和31年）3月24日：備南電気鉄道が玉野市営電気鉄道となる[4]。
- 1960年（昭和35年）
  - 7月6日：旅客ホーム2・3番線の使用を開始[5]。
  - 10月1日：宇野線電化、電車発着開始[6]。1番線を嵩上げし、玉野市営電気鉄道が国鉄線ホームに乗り入れ[7]。
- 1961年（昭和36年）9月1日：宇野線の単線自動化が完成。
- 1965年（昭和40年）
  - 8月26日：旅客ホーム1番線の延伸工事を開始。
  - 9月25日：みどりの窓口を開設（マルス102型端末設置）。
  - 9月30日：旅客ホーム1番線の延伸工事が完成。
- 1968年（昭和43年） 9月1日：駅構内にあり、開かずの踏切でもあった宇野踏切解消のため、宇野駅構内跨線橋工事が開始される。
- 1969年（昭和44年）
  - 5月1日：宇野駅構内跨線橋が竣工・使用開始。宇野踏切を廃止。
  - 8月23日：駅構内の大改良工事開始。
- 1970年（昭和45年）
  - 4月5日：宇野線CTC化。
  - 4月30日：宇野線の手小荷物運搬電車が運転終了し、手小荷物荷物の扱いも終了する。
  - 5月1日：手荷物扱い駅でもあった備前田井駅・八浜駅の無人化に伴い、両駅の管理駅となる。
  - 10月1日：駅構内の大改良工事が完成。
- 1972年（昭和47年）
  - 4月1日：玉野市営電気鉄道廃止[4]。
  - 11月8日：宇高航路にホーバークラフトが就航。列車ホームの海側先端にのりば（専用の浮桟橋）設置。
- 1982年（昭和57年）11月：構内の橋はかりを廃止[8]。
- 1986年（昭和61年）11月1日：荷物・車扱貨物の取扱を廃止（旅客駅となる）[1]。
- 1987年（昭和62年）4月1日：国鉄分割民営化により、宇野線をJR西日本[1]と日本貨物鉄道（JR貨物、第二種鉄道事業者）、宇高航路を四国旅客鉄道（JR四国）が継承。
- 1988年（昭和63年） 4月9日：翌日の瀬戸大橋開通と本四備讃線（瀬戸大橋線）開業に伴い、宇高航路の連絡船・ホーバークラフトが運航終了。高速艇のみ「宇高高速ライン」と名付けられ存続。当駅に発着する唯一の優等列車であった「瀬戸」の運転区間が、瀬戸大橋線を経由する東京駅 - 高松駅間に延長されたため、当駅発着が終了。
- 1990年（平成2年）3月：残っていた連絡船桟橋と可動橋が解体撤去される。高速艇が利用客減で運航休止。
- 1991年（平成3年）3月15日：再開されないまま高速艇も運航終了。JRの宇高航路が廃止[2]。
- 1994年（平成6年）12月3日：北側（内陸方向）に建設していた新駅舎の使用を開始[9]。同時に営業距離を0.1 km短縮[9][2]。
- 1995年（平成7年）1月：残っていた旧駅施設（駅舎、列車ホーム、ホーバークラフトのりば）が解体撤去される。跡地周辺の再開発工事が開始。
- 2002年（平成14年）4月1日：JR貨物が茶屋町駅 - 当駅間の第二種鉄道事業廃止。
- 2004年（平成16年）8月30日：台風16号の高潮により被災（後述）。
- 2016年（平成28年）3月：第3回瀬戸内国際芸術祭の出展作品（「JR宇野みなと線アートプロジェクト」）として、駅舎の壁面塗装がエステル・ストッカー（ドイツ語版）（イタリアの画家）がデザインしたものに変わる[10][11]。
- 2019年（平成31年）
  - 2月12日：この日をもってみどりの窓口が営業を終了[12][13]。
  - 2月13日：みどりの券売機プラスの利用を開始[12][13]。
  - 3月16日：ICカード「ICOCA」の利用が可能となる。ICカード専用簡易改札機で対応。
  - 4月18日：瀬戸内国際芸術祭2019開催に伴い玉野市観光案内所がリニューアルし、玉野観光案内所「TAMANO Tourist Information Center」がオープン。
- 2020年（令和2年）
  - 1月7日：駅舎内にストリートピアノ設置。
  - 4月10日：この日をもって駅スタンプの設置を終了。
  - 4月11日：宇野駅の駅係員が当駅および周辺駅の旅客をサポートする体制になる。

### 2004年8月台風での冠水
2004年（平成16年）8月30日に中国地方に上陸した台風16号の影響で瀬戸内海沿岸は予想以上の高潮が発生し、岡山県南部でも各所で浸水による被害があった。宇野駅周辺も冠水し翌朝始発列車の為に駅構内（ホーム）へ停泊していた岡山電車区所属の105系F8編成（2両）と、115系D18編成（3両）の2本の電車も床下浸水の被害を受け電気部品・回路の故障により自走不能に陥り、駅構内の電気・信号設備も冠水、駅事務所でもマルスなどの機器類が被災し、当日は始発からダイヤが大きく乱れ、各種乗車券・特急券など切符類の発券などをはじめとした駅事務にも支障をきたした。
当時、岡山電車区では105系は新和歌山車両センター（当時）へ転出する編成があり、115系は短編成化・リニューアル工事、213系もワンマン化改造のために入場している編成が多く、予備車が極端に不足していたために、たまたま岡山電車区に留置されていた網干総合車両所所属の223系J1編成（6両）を急遽宇野線の運用に投入した。

## 駅構造
両開きの線路配置で、6両対応の島式ホーム1面2線を持つ地上駅。ホームは頭端式だが、先端の30mほどは切り欠きとなっており（切り欠き部には線路はない）、2番線の方が有効長が長くなっている。出入口（改札）はホームの南側に1か所。ほか、列車留置用の側線が2本ある。
直営駅（児島駅の被管理駅）であり、駅舎内にはかつてみどりの窓口（エクスプレス予約・e5489対応）、売店（キヨスク）があった。現在では、みどりの券売機プラス、近距離乗車券の自動券売機（オレンジカード対応）、玉野市観光案内所、駅スタンプ、コインロッカーなどがある。ICOCAは2019年3月より改札、自動券売機ともに対応された。
駅構内に乗務員宿泊施設がある。

なお、かつての宇野駅は今より海側の第一突堤の中にあった。
①当時の駅舎→今の駅前広場付近
②列車ホーム→今の産業振興ビルと小型船乗り場の間の道路付近
③連絡船桟橋→今の小型船乗り場付近（※バース跡が一部保存）
④ホーバークラフトのりば→②の道路の行き止まり付近
当時は駅敷地の三方向が海に囲まれていたが、後に埋め立て拡張された。

### のりば
| のりば | 路線         | 行先     |
| ------ | ------------ | -------- |
| 1・2   | 宇野みなと線 | 岡山方面 |

- 上記の路線名は旅客案内上の呼称（愛称）で表記している。日中は主に2番のりばからワンマン列車が発車する。

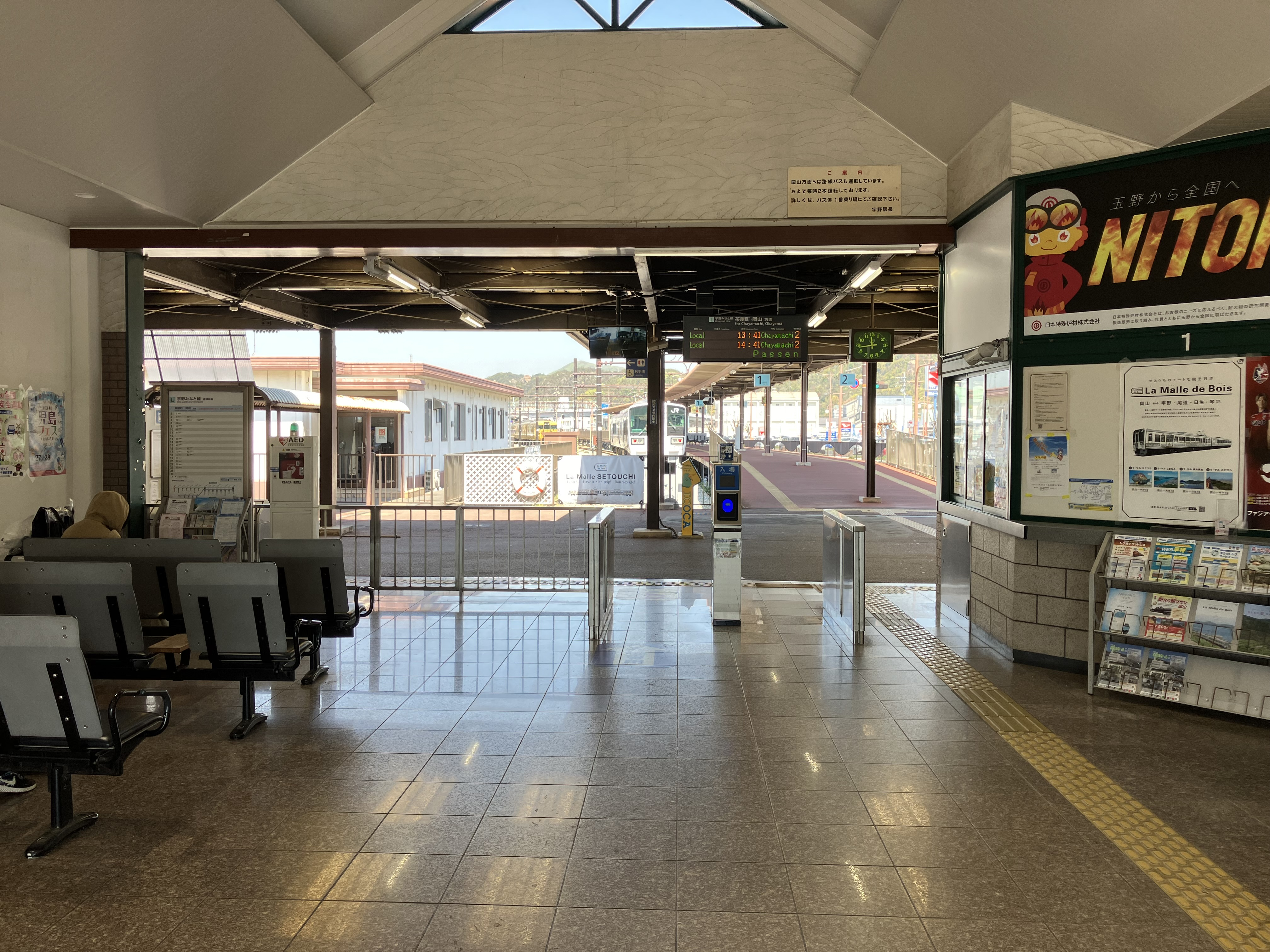
改札口（2024年4月）
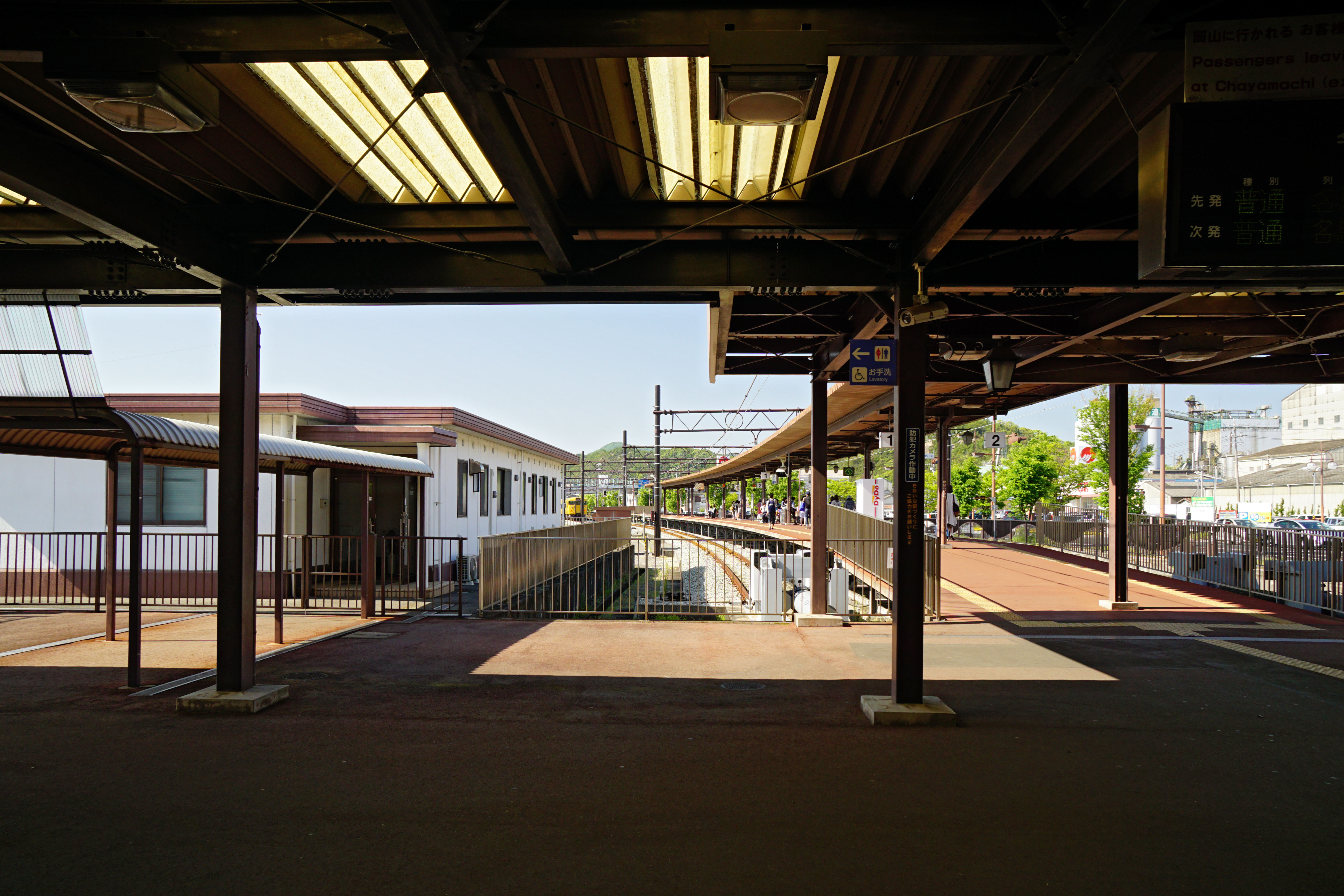
構内（2015年5月）
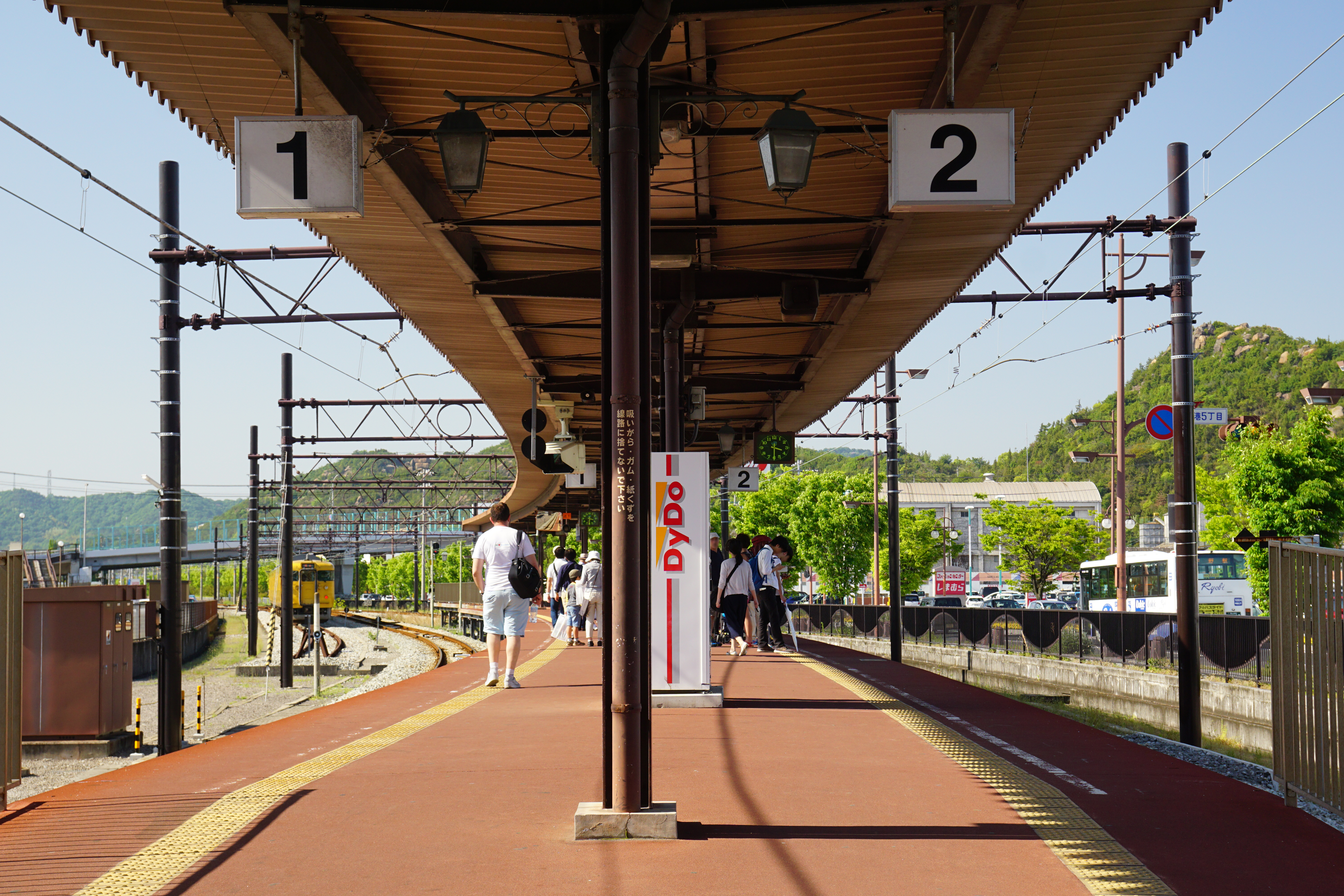
ホーム（2015年5月）

## 利用状況
1日の平均乗車人員は以下の通りである。
| 乗車人員推移 | 乗車人員推移 |
| 年度         | 1日平均人数  |
| ------------ | ------------ |
| 1999         | 1,478        |
| 2000         | 1,506        |
| 2001         | 1,523        |
| 2002         | 1,457        |
| 2003         | 1,409        |
| 2004         | 1,388        |
| 2005         | 1,345        |
| 2006         | 1,272        |
| 2007         | 1,239        |
| 2008         | 1,203        |
| 2009         | 1,151        |
| 2010         | 1,198        |
| 2011         | 1,175        |
| 2012         | 1,175        |
| 2013         | 1,247        |
| 2014         | 1,188        |
| 2015         | 1,247        |
| 2016         | 1,290        |
| 2017         | 1,246        |
| 2018         | 1,233        |
| 2019         | 1,309        |
| 2020         | 974          |
| 2021         | 990          |

## 駅周辺
駅前には、バス・タクシー乗り場、駐車場などがある。

### 公共施設など
- 玉野市観光案内所 - JR宇野駅構内。
- 玉野警察署宇野駅前交番 - 駅舎西隣に隣接
- 玉野産業振興ビル - 駅正面南側。
  - 玉野商工会議所
  - 玉野市観光協会
  - 宇野港湾事務所
- 玉野港湾合同庁舎 
  - 神戸税関宇野税関支所
  - 岡山運輸支局玉野庁舎（旧玉野海運支局）
  - 玉野海上保安部
  - 神戸植物防疫所宇野出張所
- 玉野公共職業安定所
- 岡山県玉野警察署
- 玉野市役所

### 医療機関
- 総合病院玉野市立玉野市民病院
- 玉野中央病院
- 岡山赤十字玉野病院

### 教育機関
- 玉野総合医療専門学校
- 玉野市立築港小学校
- 玉野市立宇野中学校
- 岡山県立玉野高等学校

### 交通機関
- 宇野港フェリー乗り場 
  - 四国汽船
  - 小豆島豊島フェリー
- 両備バス玉野営業所

### 金融機関・郵便局
- 日本郵便玉野宇野郵便局
- おかやま信用金庫玉野営業部
- トマト銀行玉野支店
- 中国銀行宇野支店
- 日本郵便玉野郵便局
- 中国労働金庫玉野支店

### 各種施設など
- 宇野港銀座商店街
- 宇野港土地ビル
- ショッピングモールメルカ
  - 玉野市立図書館
  - 玉野市立中央公民館
- 玉野市文化会館 バウハウス
- 駅東創庫&MinatoGallery（ギャラリー）
- Gallery サンコア（現代アートギャラリー）
- 玉野とんぼ玉クラブ、アート工房るんるん島
- 瀬戸内温泉たまの湯
- UNO HOTEL
- 玉野競輪場
- KEIRINHOTEL10

### 道路
- 国道30号 - 宇野駅前交差点が本州側の終点である。
- 国道430号
- 岡山県道22号倉敷玉野線
- 岡山県道466号田井新港線

## バス路線
| のりば | 運行事業者                          | 行先 | 備考 |
| ------ | ----------------------------------- | --- | --- |
| 1      | 両備バス                            | - 505：特急：岡山駅 - 0A1(533)・0A1(534)：普通：岡山駅 | |
| 2      | 両備バス                            | 0A1(537)：岡山駅 | |
| 3      | 両備バス                            | - 505：特急：玉野市役所前・玉橋・渋川（ダイヤモンド瀬戸内マリンホテル）・おもちゃ王国 - 533：普通：玉野市役所前 - 534：普通：渋川三丁目 - 542：普通：王子ヶ岳登山口 | - 「特急」のおもちゃ王国行きは土日祝のみ運行 - 「542」は終点でJR児島駅行の下電バスと連絡 |
| 3      | 下電バス                            | 87：児島駅 | 土日祝日1往復のみ運行の直通便 |
| 3      | シーバス （玉野市コミュニティバス） | - シーバス渋川線：渋川三丁目・王子ヶ岳登山口 | - 平日のみ運行 - 王子ヶ岳登山口行きは終点でJR児島駅行の下電バスと連絡 |
| 4      | 両備バス                            | - 551：三井玉原 - 玉野競輪場無料バス | 玉野競輪場行無料バスは開催日のみ運行 |
| 4      | シーバス （玉野市コミュニティバス） | - 502：大型シーバス線：たまの病院 - 0A1(501)：大型シーバス線：上山坂・岡山駅 - 0A1(502)：大型シーバス線：鉾立・相引・岡山駅 - 中型シーバス線：すこやかセンター - 中型シーバス線：天王谷川公園 - 中型シーバス線：深山公園道の駅・東児市民センター - 中型シーバス線：深山公園道の駅・荘内小学校 - 小型シーバス線：玉橋・日比市民センター - 小型シーバス線：八浜市民センター・東児市民センター - 玉原荘内線：天王谷川公園・横田口 | - 「中型シーバス線」の天王谷川公園行き・荘内小学校行き、「502」「0A1(501)」「小型シーバス線」「玉原荘内線」は平日のみ運行 - 「0A1(501)」のシーバス区間は上山坂まで（上山坂を越える場合は通常運賃） - 「0A1(502)」のシーバス区間は相引まで（相引を越える場合は通常運賃） - 「小型シーバス線」はハイエースで運行 |
| 4      | 下電バス                            | 児島競艇場（児島ボート）無料バス | 開催日のみ運行 |

## その他
- 本四備讃線（瀬戸大橋線）の橋上部分（児島駅 - 宇多津駅）に強風などで運行規制がかかった場合には、宇野港 - 高松港のフェリー代行となり、その接続のため岡山駅 - 宇野駅に臨時列車が運転されていた。

## 隣の駅
西日本旅客鉄道（JR西日本）
 宇野みなと線（宇野線）
備前田井駅 (JR-L14) - 宇野駅 (JR-L15)

### かつて存在した路線
日本国有鉄道（国鉄）→ 四国旅客鉄道（JR四国）
宇高航路（宇高連絡船）
宇野駅 - 高松駅
玉野市営電気鉄道
宇野駅 - 広潟駅